# Joaquim Albino Cardoso Casado Giraldes
Joaquim Albino Cardoso Casado Giraldes (Porto, 24 de abril de 1808 — Paris, 27 de novembro de 1875), com o nome frequentemente grafado Joachim Albin Cardozo Cazado Giraldès ou Joachim Giraldès, foi um médico luso-francês, especialista em anatomia e cirurgia, professor de Medicina na Universidade de Paris.. Foi filho do geógrafo Joaquim Pedro Casado Giraldes.

## Biografia
Frequentou inicialmente a escola na ilha da Madeira, onde o pai estava desterrado acusado de jacobinismo e de colaboracionismo com os invasores franceses no início da Guerra Peninsular. Em 1824 mudou-se para Paris com o pai, que foi nomeado cônsul no Havre. Completou os estudos médicos na Universidade de Paris, onde recebeu o título de doutor em Medicina em 1836.
Após a formatura, tornou-se assistente da escola de anatomia, professor a partir de 1846. Em 1848 foi admitido como cirurgião do Bureau central des hôpitaux de Paris, estagiando no Hospital Beaujon (Hôpital Beaujon), e em 1851 tornou-se professor de cirurgia. Em 1866, foi eleito para um mandato de um ano como presidente da Société Nationale de Chirurgie.
Em 1854, durante uma autópsia em que cortava uma traqueia calcificada, foi ferido num olho por uma lâmina solta de um bisturi. O período de recuperação do acidente foi prolongado e doloroso, resultando na perda de visão no olho afectado. No ano seguinte, a visão do outro olho deteriorou-se gradualmente. Giraldes foi forçado a abandonar sua prática cirúrgica, mas ainda manteve-se ativo cientificamente.
Descreveu pela primeira vez um órgão vestigial remanescente dos ductos de Wolff nos homens, estrutura conhecida como órgão de Giraldes..

## Obras
Entre muitas outras, é autor das seguintes obras:
- Études anatomiques, ou recherchez sur l’organisation de l’oeil, considéré chez l’homme et dans quelques animaux. Paris, 1836.
- Mémoir sur la terminaison des broches. Bulletin de la Société anatomique, 1839.
- Rapport à la Société d’anatomie sur les injections du prof. Hyrtl. Bulletin de la Société anatomique, 1840.
- Recherches sur l’existence des glandes tégumentaires chargées de secréter la useur. Comptes rendus de l’Académie des sciences, 1841.
- Des luxations de la mâchoire. Paris, 1844.
- Du traitement des anévrysmes poplités par la compression. [Malgaigne's] Journal de chirurgie, 1845.
- Recherches sur la disposition croisée des fibres de la rétine chez les céphalopodes, etc. Bulletin de la Société Philomatique, 1845.
- Recherches sur la disposition des capillaires lymphatiques. Bulletin de la Société anatomique, 1839.
- Du degré d’utilité de l’anatomie comparée dans l’étude de l’anatomie humaine. 1846.
- Quelques considérations sur l’anatomie chirurgicale de la région mammaire. Mémoires de la Société de chirurgie de Paris, 1851.
- Des maladies du sinus maxillaire, 1851.
- Recherches sur les kystes muqueux du sinus maxillaire. Paris, 1853.
- Expériences sur les injections de perchlorure de fer dans les artères. 1854.
- Sur les abcés de la memelle. Moniteur des hôpitaux, 1854.
- Obs. et description d’un anévrysme arterio-veineux de l’artère carotide interne et de la veine jugulaire interne. Bulletins et Mémoires de la Société de chirurgie, 1855.
- Note sur un nouvel organe glanduleux, situé dans le cordon spermatique, et pouvant donner naissance à des kystes. Mémoires de la Société de biologie, 1859.
- Recherches anatomiques sur le corps innomminé. Journal de physiologie de l’homme et des animaux, 1861, 4: 1-8.
- Note sur les kystes congénitaux des organes de la génération. Journal de physiologie de l’homme et des animaux, 1860.
- Obs. et description anat.-pathol. des kystes congénitaux du cou. Bulletins et mémoires de la Société de chirurgie, 1860.
- Recherches cliniques sur l’amylène. Bulletin de l’Académie de médecine, T. XXII.
- Obs. d’une inclusion de la région fessière chez une fille de 2 ans. Bulletins et Mémoires de la Société de chirurgie, 1861.
- Obs. et description anat.-pathol. d’une tumeur kystique congénitale de la région coccygienne. Bulletins et mémoires de la Société de chirurgie, 1862.
- Des calculs urinaires chez les enfants. Gazette des hôpitaux, 1862.
- De la position de l’S iliaque chez les enfants nouveau-nés. Bulletins et mémoires de la Société de chirurgie, 1863.
- Notice sur la vie et travaux de Sir Benjamin C. Brodie. Paris, 1863.
- De la fève de Calabar. Paris, 1863.
- Sur un cas de cataracte double chez une jeune fille de 15 ans. Paris, 1865.
- Quelques mots sur la médecine opératoire du bec-de-lièvre, et en particulier sur un nouveau procédé, dit procédé de la mortaise. Paris, 1865.
- Des tumeurs dermoïdes du crâne. Mémoires de la Société de biologie, 1866.
- Absence de dents chez un enfant âgé de 16 mois. Mémoires de la Société de biologie, 1869.
- Leçons sur les maladies chirurgicales des enfants. Recueilles et publiées par Bourneville et E. Bourgeois. Paris, 1869.